# Maillechort
Pour les articles homonymes, voir Argentan (homonymie) et Alpaca (homonymie).

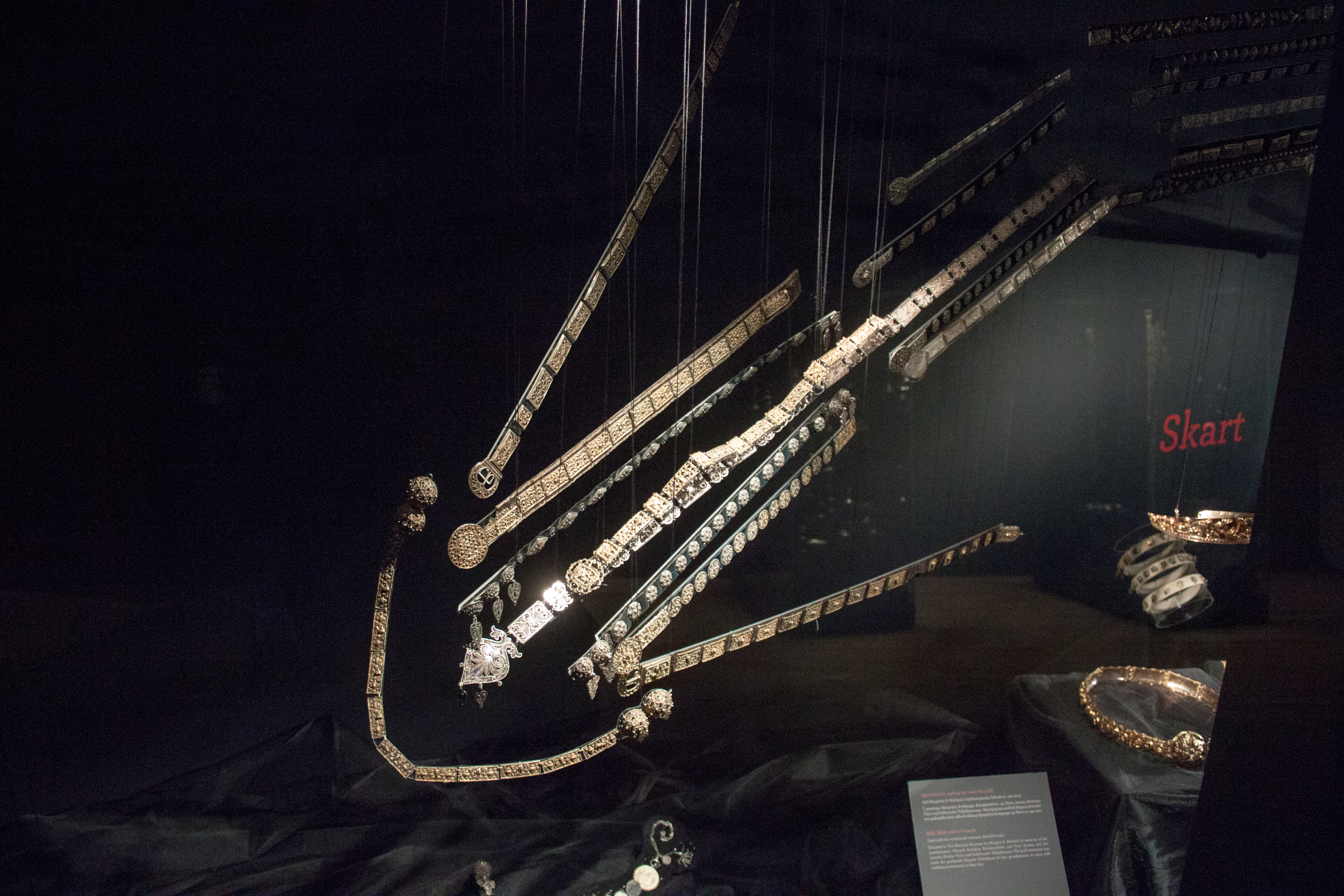
Bijoux et colliers traditionnels islandais en maillechort, musée national d'Islande.

Le maillechort est un alliage de cuivre, zinc, nickel et parfois plomb en très faible quantité, apprécié pour son aspect argenté ou son reflet blanc métallique, et pour cette raison parfois appelé argentan ou alpaca. Le maillechort ne contient pas l'élément argent dans l'alliage. Son aspect argenté en fait un substitut intéressant à l'argent, moins cher et plus durable. Il convient également bien pour être plaqué avec de l'argent.
En Chine, un minerai naturel a été fondu en un alliage connu sous le nom de paktong ou báitóng (白銅) ("cuivre blanc" ou cupronickel). Le nom anglais du maillechort, German silver et le nom espagnol plata alemana (tous deux littéralement en français : « argent allemand ») font référence à la recréation artificielle de la composition naturelle de ce minerai par les métallurgistes allemands,,. Tous les maillechorts modernes d'importance commerciale (tels que ceux normalisés par la norme américaine ASTM B122) contiennent du zinc et sont parfois considérés comme un sous-ensemble du laiton.
En anglais, le maillechort est également connu sous le nom de nickel silver. Le maillechort argenté par électrolyse est appelé « argent de Chine » (en allemand : Chinasilber) ou alsenide.

## Dénominations
Ce type d'alliage aurait été mis au point en France, entre 1819 et 1823, par les ouvriers métallurgistes lyonnais Maillot et Chorier (ou Chortier), ce qui explique ce nom composé par abréviation technique. Le brevet aurait été déposé le 5 juin 1827. Le terme, peut-être mal orthographié en maillechorl, apparaît en 1829 déjà dans l'édition de l'année du Dictionnaire universel de langue française de Claude Boiste.
Il existait cependant déjà en Chine comme alliage à partir d'un minerai brut avant d'être imité à partir de 1770 en Allemagne sous le nom de Neu-Silber (littéralement « nouvel-argent »), d'où le nom en anglais de german silver (« argent germanique »), désigné parfois comme étant du nickel silver, et qui n'a rien à voir avec l'argent métal. Un autre alliage comprenant du laiton et du nickel en d'autres proportions est appelé « melchior », du nom de son inventeur, le fabricant suisse Melchior Esslinger.
D'un point de vue strictement métallurgique, les maillechorts ou les argentans sont des laitons additionnés de nickel. La teneur minimale en nickel est de l'ordre de 5 %.

## Historique

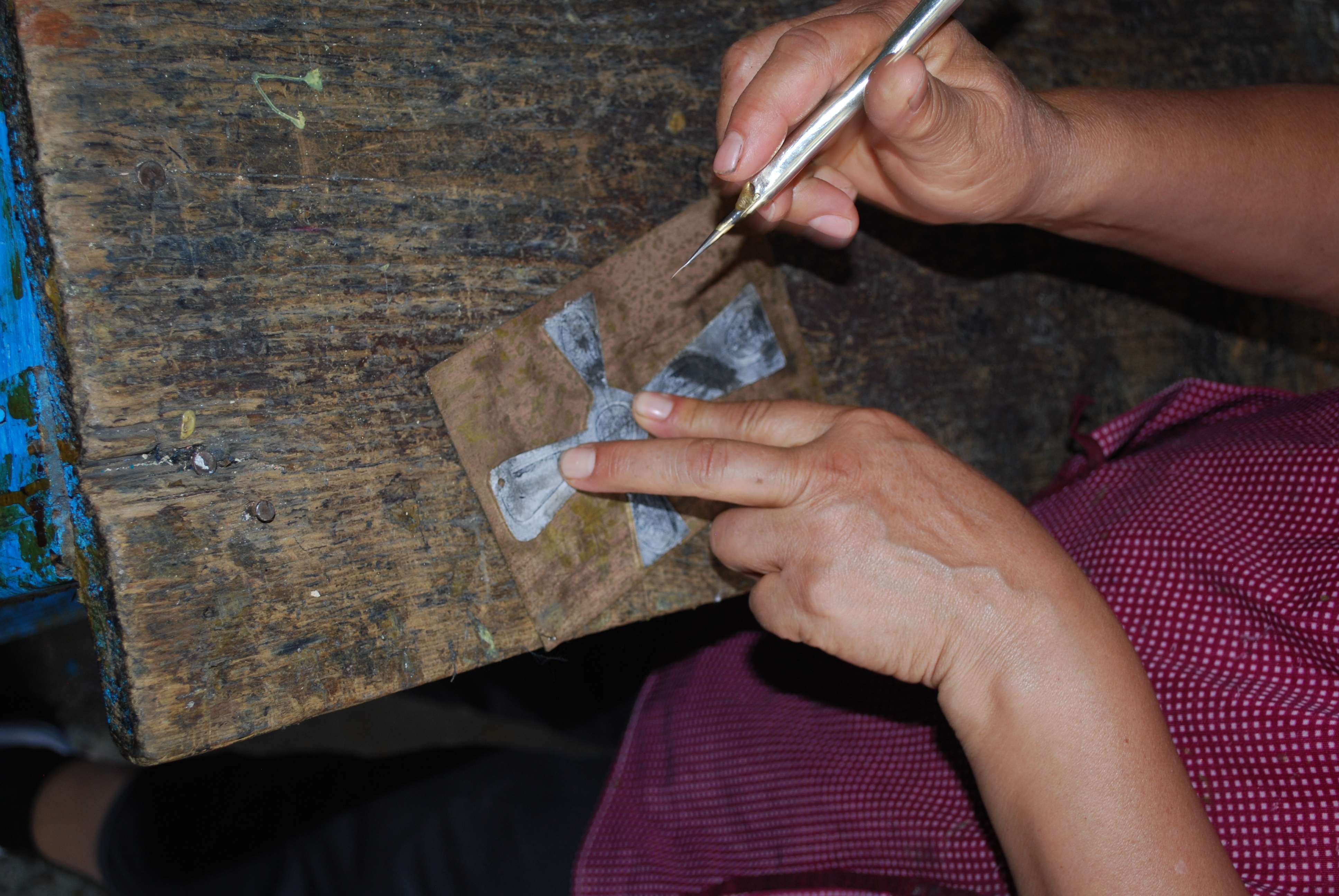
Traçage d'une croix sur un morceau de maillechort brut dans un atelier de San Miguel Allende, Guanajuato (Mexique).

Le maillechort a été utilisé pour la première fois en Chine, où il était fondu à partir de minerai non traité facilement disponible,. Pendant la dynastie Qing, il a été « introduit en contrebande dans diverses parties des Indes orientales », malgré l'interdiction gouvernementale d'exporter du maillechort . Il est devenu connu en Occident grâce à des objets importés appelés baitong (en mandarin) ou paktong (en cantonais) (白 銅, littéralement "cuivre blanc"), dont la couleur argentée du métal était utilisée pour imiter l'argent sterling. Selon Berthold Laufer, il était identique au khar sini, l'un des sept métaux reconnus par Jābir ibn Hayyān.
En Europe, il a donc d'abord été appelé paktong, ce qui correspond à peu près à la prononciation de baitong dans le dialecte cantonais. La première mention européenne de paktong date de 1597. Depuis lors et jusqu'à la fin du dix-huitième siècle, il est fait mention de son exportation de Canton vers l'Europe.
La recréation artificielle allemande de la composition naturelle du minerai de paktong, cependant, a commencé à apparaître à partir d'environ 1750. En 1770, les usines métallurgiques de la ville de Suhl en Allemagne ont été en mesure de produire un alliage similaire. L'alliage réalisé était connu sous le nom de « cuivre blanc de Suhl » (en allemand : Suhler Weißkupfer), qui contenait toutefois de l'arsenic et était donc toxique. En 1823, un concours est organisé par l'Association pour la promotion de l'industrie en Prusse pour perfectionner le processus de production : le but est de développer un alliage qui possède la plus grande similitude visuelle avec l'argent 750/1000 (fin) et qui devait également convenir pour les ustensiles de cuisine. De plus, il ne devait coûter qu'un sixième du prix de l'argent de l'époque. Les frères Henniger à Berlin et Ernst August Geitner (de) à Schneeberg (Saxe) y parviennent indépendamment l'un de l'autre. Le fabricant Berndorf nomme la marque Alpacca, qui devient largement connue dans le nord de l'Europe pour le maillechort. En 1830, le procédé de fabrication allemand est introduit en Angleterre, tandis que les exportations de paktong de Chine cessent progressivement. En 1832, une forme de maillechort allemand est également développée à Birmingham, (Angleterre).
Après que le procédé moderne de production de maillechort électrodéposé a été breveté en 1840 par George Richards Elkington (en) et son cousin Henry Elkington à Birmingham, le développement de la galvanoplastie a permis de généraliser l'utilisation du maillechort. Il constituait un substrat idéal, solide et brillant pour le processus de placage. Il a également été utilisé non plaqué dans des applications telles que la coutellerie[citation nécessaire].

## Compositions et propriétés caractéristiques

### Composition chimique
Les teneurs globales en Ni et Zn doivent être inférieures à 36 % en masse pour obtenir un alliage homogène, sinon l'alliage est une solution solide :
- soit monophasée (malléable à froid, facilement transformable par laminage, emboutissage ou repoussage) ;
- soit biphasée (encore plus pauvre en cuivre, mais encore plus facilement usinable, et surtout filage à chaud, matriçage, etc.).

Les proportions respectives sont pour le Cu 45 % à 65 %, le Ni 5 % à 25 % et le Zn 20 % à 45 %.
Quelques alliages habituels sont : Cu63Zn28Ni9, Cu55Zn27Ni18, Cu46Zn45Ni9, Cu57Zn17Ni26.
Les maillechorts pouvaient ou peuvent encore contenir des quantités très faibles de plomb, d'étain ou de fer.
À noter l'alliage au plomb, principal maillechort biphasé Cu46Zn10Ni42Pb2.
Proportions massiques de l'alliage : Cu 45 à 65 %, Ni 10 à 25 % et Zn 20 à 27 %.
Si la proportion de Cu dépasse 65 %, l'alliage prend une couleur dorée ; l'appellation maillechort devient alors abusive et il est préférable d'employer le terme laiton de nickel. Par exemple, la couronne des pièces de 1 euro et le centre des pièces de 2 euros ont une composition Cu75Zn20Ni5.
| Désignation de l'alliage  | Base cuivre      | Cu63Zn28Ni9 | Cu57Zn17Ni26 | Cu55Zn27Ni18 | Cu46Zn45Ni9 | Cu46Zn10Ni42Pb2 |
| ------------------------- | ---------------- | ----------- | ------------ | ------------ | ----------- | --------------- |
| Proportion massique Cu    | % Cu massique    | 63,0        | 57,0         | 55,0         | 46,0        | 46,0            |
| Proportion massique Zn    | % Zn massique    | 28,0        | 17,0         | 27,0         | 45,0        | 10,0            |
| Proportion massique Ni    | % Ni massique    | 9,0         | 26,0         | 18,0         | 9,0         | 42,0            |
| Proportion massique Pb    | % Pb massique    | traces      | traces       | traces       | traces      | 2,0             |
| Proportion massique Ni+Zn | % Ni+Zn massique | 37,0        | 43,0         | 45,0         | 54,0        | 52,0            |

### Caractéristiques techniques
Cet alliage blanc, dur, peu oxydable, à faible conductivité électrique, caractérisé en général par des teintes, possède en général une bonne usinabilité et soudabilité, il est surtout excellent pour le travail à froid.
Il est en général plus dur que l'argent tout en étant légèrement plus élastique. Le matériau argent a pourtant une meilleure résonance, pour garantir les notes de la flûte[réf. nécessaire], mais le maillechort moins onéreux convient.
Gamme de propriétés :
- masse volumique : 8 600 kg m−3 à plus de 8 750 kg m−3 (densité : 8,6 à 8,8) ;
- point de fusion : 980 à 1 110 °C ;
- dureté Vickers : 75-190 ;
- résistivité : 2,5 à 3,1 × 10−7 Ω m.

Une pièce de monnaie en maillechort (tout au moins dans les alliages à moins de 25 % de nickel) n'est pas soulevée par un aimant ordinaire.
L'alliage des pièces de monnaie en maillechort de 10 et 25 centimes millésime 1939 est voisin de Cu63Zn28Ni9.

### Normalisation
Norme française AFNOR
- NF A53-715 : Produits de fonderie - Pièces moulées en maillechort et nickel-cuivre - Spécifications

## Utilisations
Ses applications les plus courantes sont les couverts et la vaisselle (base des assiettes et couverts argentés), l'instrumentation pratique, les rivets et pièces de visserie, les fermetures Éclair, les éléments optiques, des éléments de lunetterie, les instruments d'horlogerie et les instruments de mécanique de précision, les anciens fils de bobine de rhéostats, le plombage, etc., sans oublier les instruments de musique de la famille des cuivres et des bois (clefs et corps en métal de flûte traversière, clefs de clarinette, de basson, de hautbois, de saxophone), ainsi que les guitares où ce matériau compose les frettes, et les pièces d'archèterie, la petite bijouterie, les bijoux fantaisie, les cœurs de crucifix, les mors dans la pratique de l'équitation, etc.
Cet alliage a également été utilisé dans l'industrie d'armement.

### Utilisations aux États-Unis
Au XIXe siècle, surtout après 1868, les métallurgistes indiens des Plaines d'Amérique du Nord ont pu facilement se procurer des feuilles de maillechort. Ils les utilisaient pour couper, estamper et marteler à froid une large gamme d'accessoires et d'équipements pour chevaux. Aujourd'hui, les métallurgistes des Plaines utilisent le maillechort pour fabriquer des pendentifs, des pectoraux, des bracelets, des brassards, des plaques à cheveux, des conchas (plaques décoratives ovales pour ceintures), des boucles d'oreilles, des boucles de ceinture, des glissières de cravate, des épingles à nourrice, des dush-tuhs et des diadèmes. Le maillechort est le métal de prédilection des Kiowas et des Pawnees contemporains de l'Oklahoma.

### Bijouterie
En Europe, il existe une interdiction pour l'emploi du nickel et de ses dérivés pour les bijoux qui sont directement en contact prolongé avec la peau depuis 1994. Ce texte s'applique par conséquent aux bijoux fabriqués en maillechort (en raison de la proportion élevée de nickel dans cet alliage) dans les termes suivants :

« 28. Nickel N° CAS 7440-02-0 N° EINECS 2311114 et ses composés
Ne doit pas être utilisé :

1) dans les assemblages de tiges introduites, à titre temporaire ou non, dans les oreilles percées et dans les autres parties du corps humain qui sont percées, pendant la durée de l'épithélisation de la blessure provoquée par la perforation, à moins que ces assemblages ne soient homogènes et que la concentration de nickel - en termes de masse de nickel par rapport à la masse totale - ne soit inférieure à 0,05 % ;

2) dans les types de produits destinés à entrer en contact direct et prolongé avec la peau, tels que :
- boucles d'oreilles,
- colliers, bracelets et chaînes, bracelets de cheville et bagues,
- boîtiers, bracelets et fermoirs de montre,
- boutons à rivets, boucles, rivets, fermetures Éclair et marques de métal, lorsqu'ils sont utilisés dans des vêtements,

si le taux de libération du nickel qui se dégage des parties de ces produits entrant en contact direct et prolongé avec la peau est supérieur à 0,5 µg par centimètre carré et par semaine ;

3) dans les types de produits énumérés au point 2 ci-dessus lorsqu'ils sont recouverts d'une matière autre que le nickel, à moins que ce revêtement ne soit suffisant pour assurer que le taux de libération du nickel qui se dégage des parties de ces produits entrant en contact direct et prolongé avec la peau ne dépasse pas 0,5 µg par centimètre carré et par semaine pendant une période d'utilisation normale du produit de deux ans au minimum.

En outre, les produits visés aux points 1, 2 et 3 ci-dessus ne peuvent être mis sur le marché que s'ils satisfont aux exigences qui y sont énoncées. »

— Document 394L0027. Actes modifiés: 376L0769

### Numismatique: monnaie et médailles

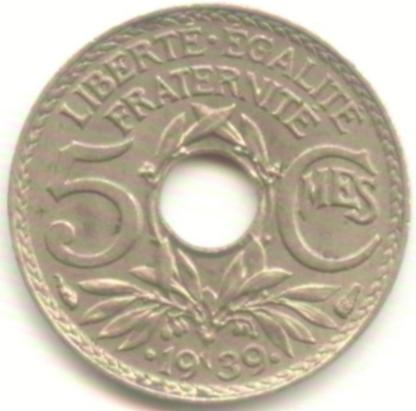
Pièce de 5 centimes modèle Lindauer de 1939 en maillechort.

Il est utilisé en Autriche pour la frappe des 10 haller en 1915 et 1916. En France, on trouve des monnaies d'essai dès 1856 et il est utilisé pour des monnaies en circulation, pour la première fois en 1903 pour les pièces de 50 centimes et 1 franc Guadeloupe et dépendances, puis, de 1938 à 1940 pour la frappe des 5, 10 et 25 centimes « troués » type Lindauer, ainsi que certaines monnaies de nécessité. En Belgique, les pièces de 5, 10 et 25 centimes entre 1930 et 1939 sont aussi en maillechort.
L'actuelle monnaie mexicaine bimétallique de 10 pesos a son centre en ce métal, l'anneau extérieur étant en bronze d'aluminium.
Il existe également de nombreuses médailles en maillechort.
Le virenium est un alliage de type maillechort développé à partir de la fin des années 1970.
Le maillechort dispose d’une signature électromagnétique et d’une densité spécifiques permettant à des analyseurs de pièces électroniques de le distinguer facilement des autres matériaux de  pièces (maillechort à 12 % Ni ou 18 % Ni).

### Industrie automobile

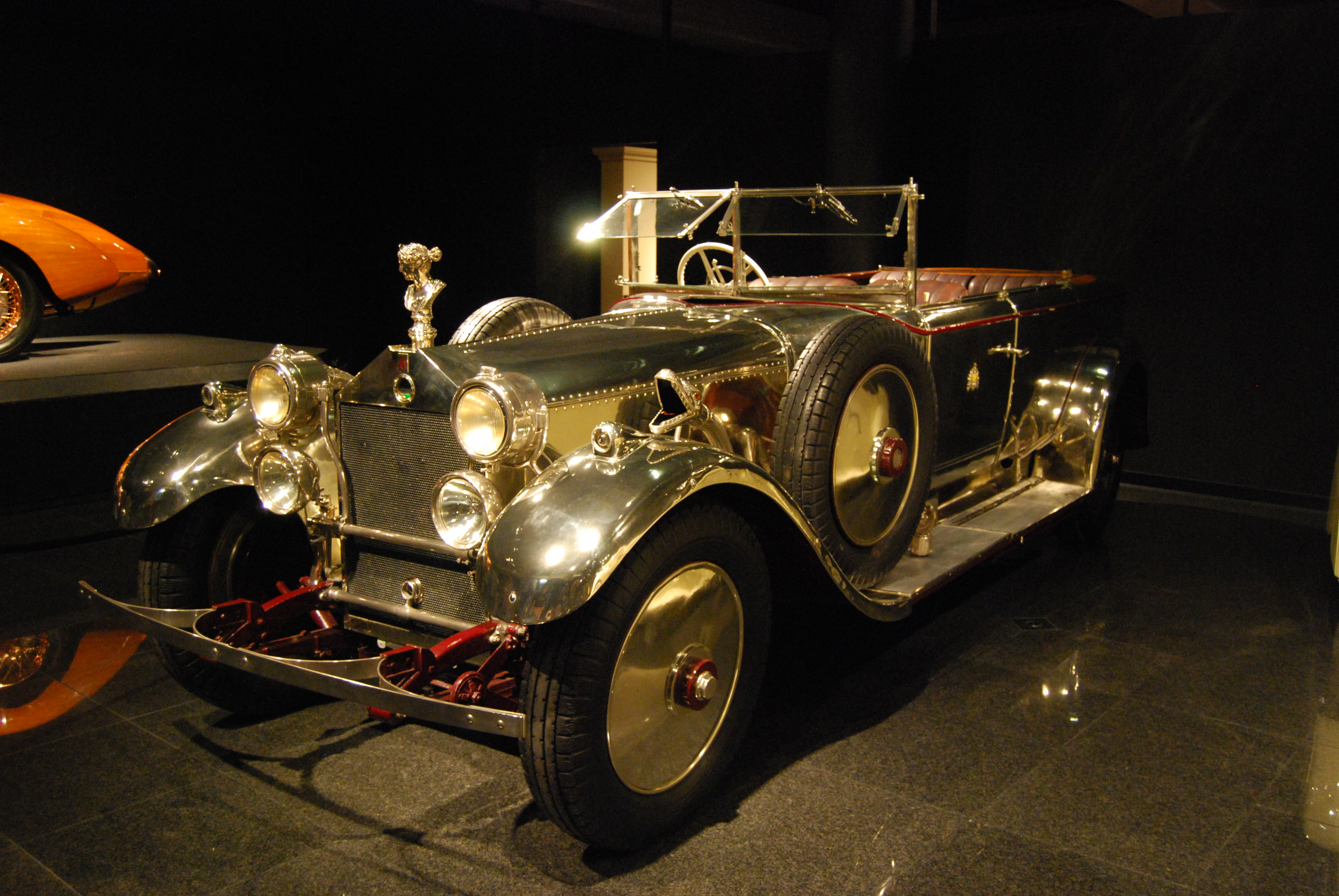
Carosserie en maillechort d'une automobile Daimler de 1926, commandée par Gulab Singh, maharajah de Rewâ et retrouvée en 1970. Le véhicule était utilisé pour la chasse au tigre.

Les célèbres calandres en forme de fer à cheval des anciennes Bugatti sont en maillechort poli.
Au début du XXe siècle, le maillechort a été utilisé par les constructeurs automobiles avant l'avènement de la tôle d'acier. Par exemple, la célèbre Silver Ghost de 1907 de chez Rolls-Royce Limited.
Dans les années 1920, en Italie, la Carrozzeria Viotti & Tolfo a utilisé le maillechort pour les châssis des voitures. La solution, appelée "Clairalpax", a permis de remplacer les montants de porte massifs en bois par de minces montants en maillechort, ce qui a donné à l'habitacle une meilleure luminosité grâce à l'augmentation des surfaces vitrées.

### Industrie électrique
Pour l'électrotechnique et l'électronique, le maillechort est surtout intéressant en raison de sa solidité et sa tenue à l'usure, de sa conductivité électrique suffisante, de son module d'élasticité remarquable par rapport à d'autres matériaux à base de cuivre, de sa meilleure résistance au ternissement et de sa résistance à la corrosion. Cette combinaison de propriétés est particulièrement avantageuse pour les contacts électriques et les ressorts.

### Soudage
Dans la pratique, on appelle souvent soudure au maillechort une soudure dure composée d'environ 50 % de cuivre, 10 % de nickel, 40 % de zinc et d'environ 0,2 % de silicium, de manganèse et d'étain respectivement. La plage de fusion est de 890 à 920 °C.

### Clés
En serrurerie, les clés et les goupilles de cylindre de serrure de meilleure qualité sont généralement fabriquées en maillechort pour ses propriétés mécaniques permettant un travail précis et une bonne tenue à l'utilisation.

### Orfèvrerie
Breveté en 1838 par Alfred Krupp sous le nom de Neusilber pour la production industrielle de couverts, il est encore aujourd'hui le matériau de base de la coutellerie argentée. La fabrication de couverts argentés l'utilise comme support de base, l'âme en maillechort étant visible lorsque l'argent de placage est usé et élimé, car l'oxydation en vert de gris toxique devient apparente. Selon le manuel Merck de diagnostic et thérapeutique, un contact prolongé des alliages de cuivre avec des aliments ou des boissons acides (y compris le lait bouillant) peut lessiver le cuivre et provoquer une toxicité.

### Modélisme
Il est utilisé notamment pour fabriquer des rails de trains miniatures, car il s'oxyde moins facilement que l'acier étamé (fer-blanc) ou zingué. Malgré une conductivité électrique inférieure, il réduit l'étincelage au contact des roues, lié à la résistivité de contact (elle dépend de l'oxydation superficielle).
En plaque fine, il permet la réalisation de pièces d'une grande précision par gravure chimique puis assemblage soudé en plusieurs couches pour créer des formes complexes en trois dimensions.

### Facture instrumentale

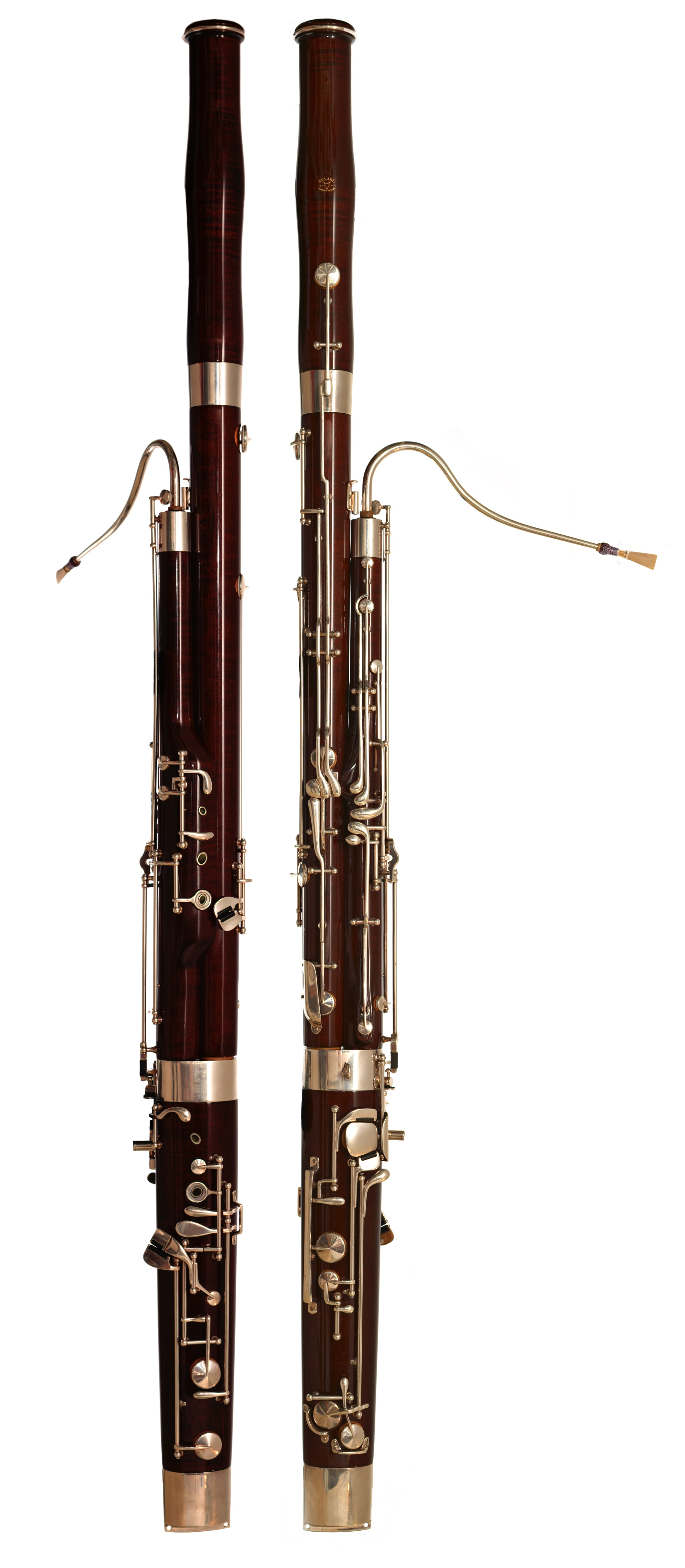
Un basson de la marque Fox, avec un clétage et des bagues en maillechort argenté.

Dans la manufacture d'instruments de musique, il est utilisé pour la confection de pièces à forte sollicitations et dont la durée de vie est prolongée par leur moindre usure. Les instruments de musique, y compris la flûte, le saxophone, la trompette et le cor d'harmonie, les frettes des instruments à cordes et les pièces des micros des guitares électriques, peuvent être fabriqués en maillechort. Les flûtes traversières et piccolos de niveau étudiant sont également en maillechort argenté bien que les modèles de niveau supérieur sont fréquemment fabriqués en argent sterling massif. Même lorsque le corps est en argent, il est rare que le clétage ne soit pas en maillechort.
De nombreux cors d'harmonie de niveau professionnel sont entièrement fabriqués en maillechort. Certains fabricants de saxophones, tels que Keilwerth (en), proposent des saxophones en maillechort (modèle Shadow) ; ceux-ci sont beaucoup plus rares que les traditionnels saxophones en laiton laqué. Le maillechort produit une qualité sonore brillante et puissante ; un avantage supplémentaire est que le métal est plus dur et plus résistant à la corrosion que le laiton. En raison de sa dureté, il est utilisé pour la plupart des clés de clarinette, de flûte, de hautbois et d'instruments à vent similaires, généralement nickelées pour les modèles d'étude et plaquées en argent pour les modèles haut de gamme. Il est utilisé pour fabriquer certains tubes (marques Chiarugi, Pisoni...) sur lesquels sont attachées les anches de hautbois.
De nombreuses pièces des instruments de la famille des cuivres sont en maillechort, comme les tubes, les renforts ou le mécanisme des pistons. Les coulisses de trombone à coulisse et les fourreaux de coulisse de nombreux fabricants offrent une option en maillechort léger (coulisse LT) pour une action de coulisse plus rapide et un équilibre du poids.

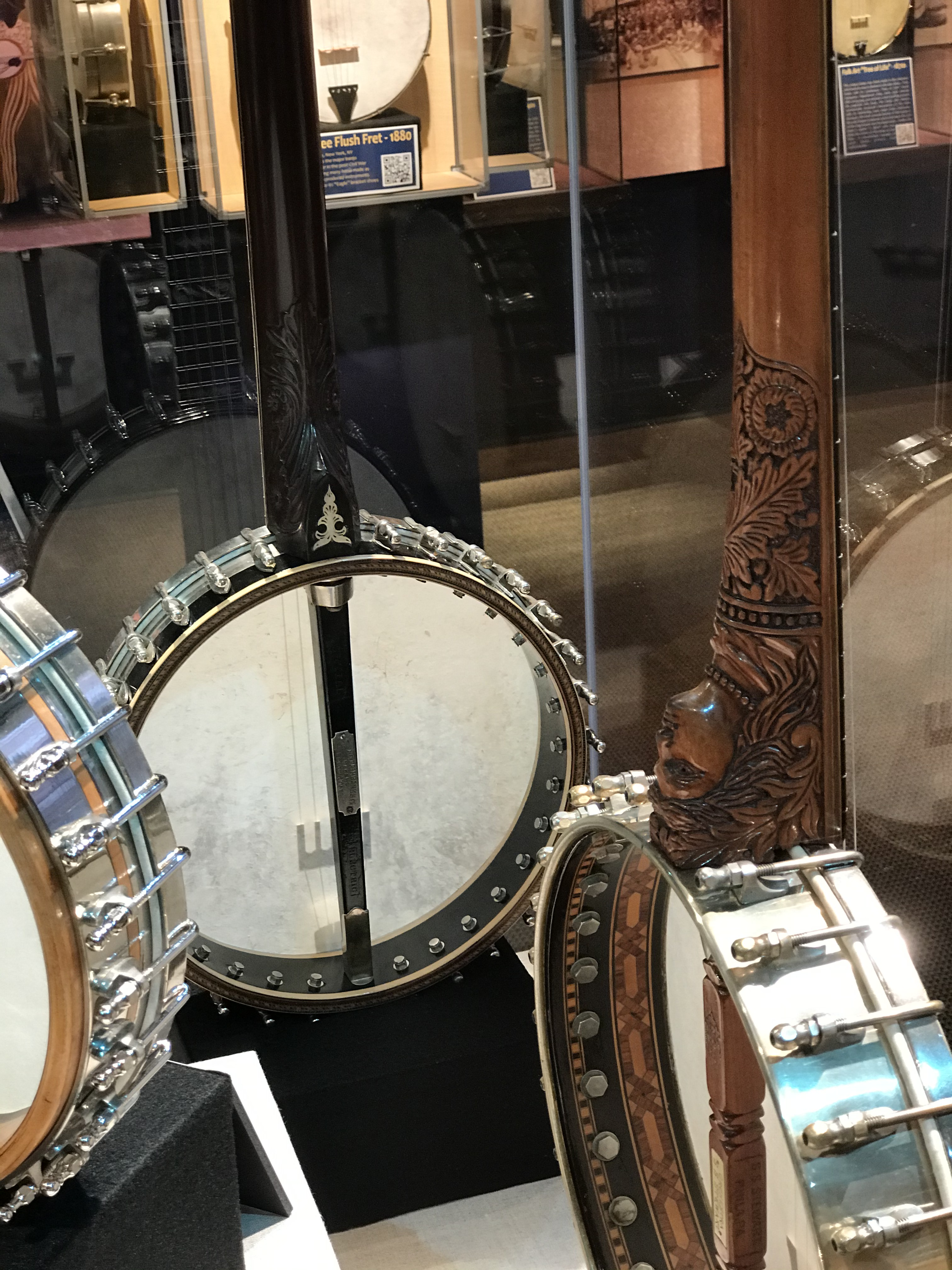
Les banjos du 19e siècle utilisaient des cerclages en maillechort sur le bois pour la qualité de la sonorité et l'apparence.

Ce métal fut aussi abondamment utilisé à partir de 1835 dans la fabrication d’archets.
Le matériau a été utilisé dans la construction de la guitare à résonateur tricône de chez National String Instrument Corporation. Les frettes de la guitare, de la mandoline, du banjo, de la basse et des instruments à cordes apparentés sont généralement en maillechort. Le maillechort est parfois utilisé comme ornement sur la cornemuse écossaise.
En raison de leurs propriétés, le nickel et ses dérivés comme le maillechort sont utilisés dans la facture instrumentale qui n'est pas à ce jour inclus dans le périmètre de la réglementation REACH en France et en Europe ; ce texte applicable ne concerne pas seulement la mise sur le marché des objets, mais également la fabrication de ces objets sur le sol européen.

### Industrie de l'armement
Cet alliage est utilisé pour fabriquer tout ou partie des projectiles d'armes légères de petit calibre pour le Mannlicher néerlandais ou le Mauser 98.

### Équipements équestres
De nombreux accessoires métalliques des harnais et des équipements équestres modernes haut de gamme sont en maillechort.

### Œuvres d'art

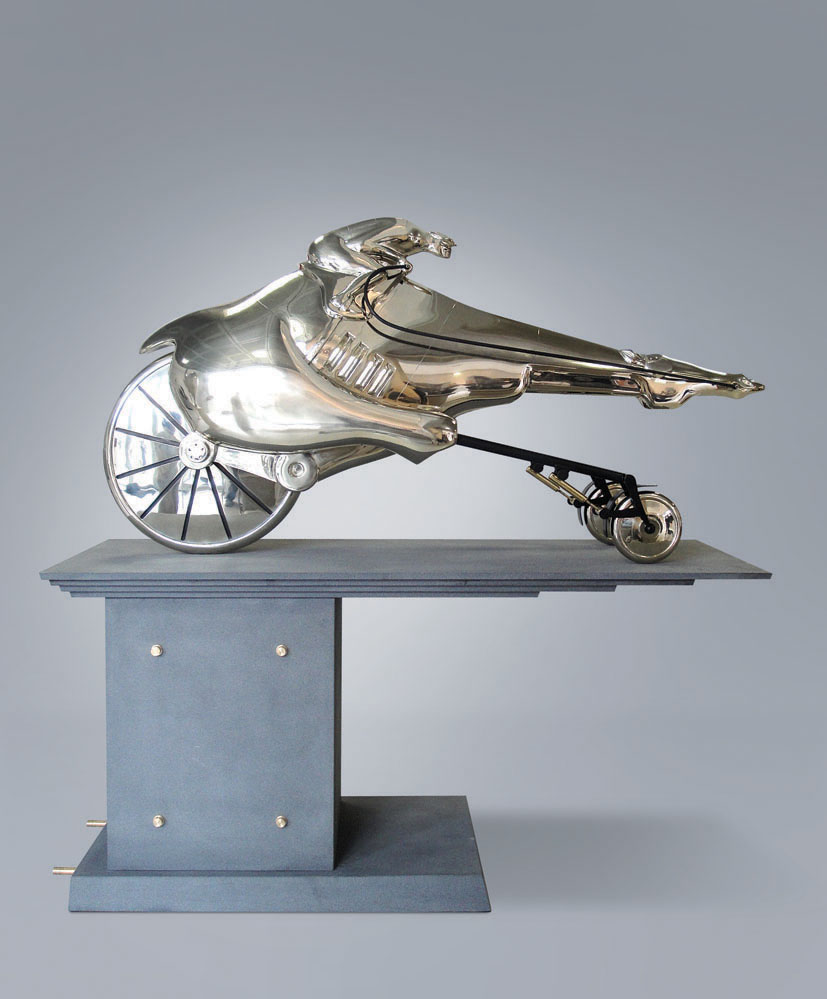
Willem Lenssinck, sculpture Formula 1 Racing Horse.

Le maillechort est également utilisé dans les œuvres d'art. Le sculpteur néerlandais Willem Lenssinck (en) a réalisé plusieurs œuvres en maillechort. Les œuvres d'art d'extérieur réalisées dans ce matériau résistent facilement à toutes les conditions météorologiques.